# قرار مجلس الأمن التابع للأمم المتحدة رقم 1882
قرار مجلس الأمن التابع للأمم المتحدة رقم 1882 المتخذ بالإجماع في 4 أغسطس 2009.

## القرار
يجب أن تُدرج أطراف النزاع المسلح المنخرطة في «قتل الأطفال وتشويههم و/أو الاغتصاب وغيره من أشكال العنف الجنسي ضد الأطفال» في تقارير الأمين العام عن الأطفال في النزاعات المسلحة، وفقًا للقرار 1882 (2009) المعتمد بالإجماع من قبل مجلس الأمن.
كان إجراء المجلس تتويجًا لمناقشة استمرت يومًا كاملاً في 29 نيسان / أبريل حث خلالها الأمين العام بان كي مون المجلس على «توجيه ضربة ضد... الإفلات من العقاب» من خلال توسيع معاييره على الأقل لتضمين «قائمة العار» الأطراف التي ترتكب الاغتصاب وغيره من أشكال العنف الجنسي الخطير ضد الأطفال أثناء النزاع المسلح.
قبل التصويت، لم يُذكر صراحة سوى الأطراف الحكومية وغير الحكومية التي جندت الأطفال أو استخدمت الأطفال في حالات النزاع المسلح، ما يسمى بقائمة العار، في مرفقات التقرير السنوي للأمين العام بشأن تنفيذ القرار 1612 (2005)، التي أنشأت آلية للرصد والإبلاغ وأنشأت مجموعة عمل معنية بالأطفال والنزاع المسلح.
وتغطي التقارير الامتثال والتقدم المحرز في إنهاء ستة انتهاكات جسيمة: تجنيد الأطفال واستخدامهم؛ قتل وتشويه الأطفال؛ الاغتصاب وغيره من أشكال العنف الجنسي الخطيرة؛ عمليات الاختطاف؛ الهجمات على المدارس والمستشفيات؛ وحرمان الأطفال من وصول المساعدات الإنسانية.